# Ров Роденбурга (Рига)
Ров Роденбурга (Rodenburga grāvis) — одно из оборонительных укреплений Риги в шведский период, созданное под управлением шведского городского и военного инженера-фортификатора Иоганна Роденбурга для предотвращения угрозы внезапного нападения на город и для защиты рижских предместий.
В 1641 году полковник шведской армии И. Роденбург, назначенный генерал-квартирмейстером Риги, занялся разработкой проекта укреплений предместий. Перестройка предместий предполагала их приспособление к новым условиям оборонительной системы города. Под руководством генерал-губернатора Ливонии Г. Горна был создан проект реформирования укреплений левобережья Даугавы, в том числе и перестройка шанца Коброна в стиле новоголландской системы. Он предполагал строительство 12 бастионов, которые должны были быть выстроены полукругом, опоясывая город, защищая наиболее уязвимую его часть от вторжений неприятеля, а также регулируя сток воды при весенних паводках. 
До 1652 года под его руководством продолжалось сооружение рва, который проходил параллельно современной улице Дзирнаву (Мельничной), от улицы Александра Чака до Маскавас (Московской). Тем не менее работы по совершенствованию первоначального замысла Роденбурга по созданию опоясывающей системы бастионов были прерваны нападением на Ригу армии царя Алексея Михайловича осенью 1656 года. После того, как осада была успешно отбита защитниками города и подоспевшими на помощь со стороны Рижского залива частями, посланными королём Карлом X Густавом, работы по созданию новых валов и дополнительных рвов продолжены не были. Ров Роденбурга был укреплён палисадами, после чего было решено отказаться от валов.
В 1867-73 годах ров Роденбурга, потерявший своё стратегическое значение, был засыпан.